# Кафунга
Олаво Лейте де Бастос (порт.-браз. Olavo Leite de Bastos; 7 августа 1914, Нитерой — 17 ноября 1991, Белу-Оризонти), более известный под именем Кафунга (порт.-браз. Kafunga) — бразильский футболист, игравший на позиции голкипера.

## Карьера
Кафунга начал карьеру в клубе «Флуминенсе» из города Нитерой. Через два года он перешёл в «Атлетико Минейро» за 80 тыс. реалов. Его дебютной игрок стал матч против «Вила-Нова», в котором его клуб проиграл 0:2. В 1936 году Кафунга выиграл свой первый титул чемпиона штата Минас-Жерайс. Голкипер провёл в клубе 19 сезонов, выиграв 11 титулов чемпиона штата. Также с клубом он выиграл неофициальное прозвище «Зимних чемпионов» за турне по Европе, где клуб одержал 6 побед, 2 ничьи и два поражения в матчах, почти все из которых проходили на заснеженных полях. Также Кафунга провёл сезон в клубе «Асас». Всего за «Атлетико» футболист провёл 435 игр, где пропустил 567 голов.
После завершения игровой карьеры, Кафунга стал депутатом штата Минас-Жерайс, а также работал радио- и телекомментатором на местном телевидение. Также он несколько месяцев проработал тренером «Атлетико»

## Достижения
- Чемпион штата Минас-Жерайс (11): 1936, 1938, 1939, 1941, 1942, 1946, 1947, 1949, 1950, 1952, 1954